# 53 Draconis
53 Draconis är en misstänkt variabel i stjärnbilden Draken.
53 Dra varierar mellan visuell magnitud +5,11 och 5,11 utan någon fastställd periodicitet.